# 塚田玉樹

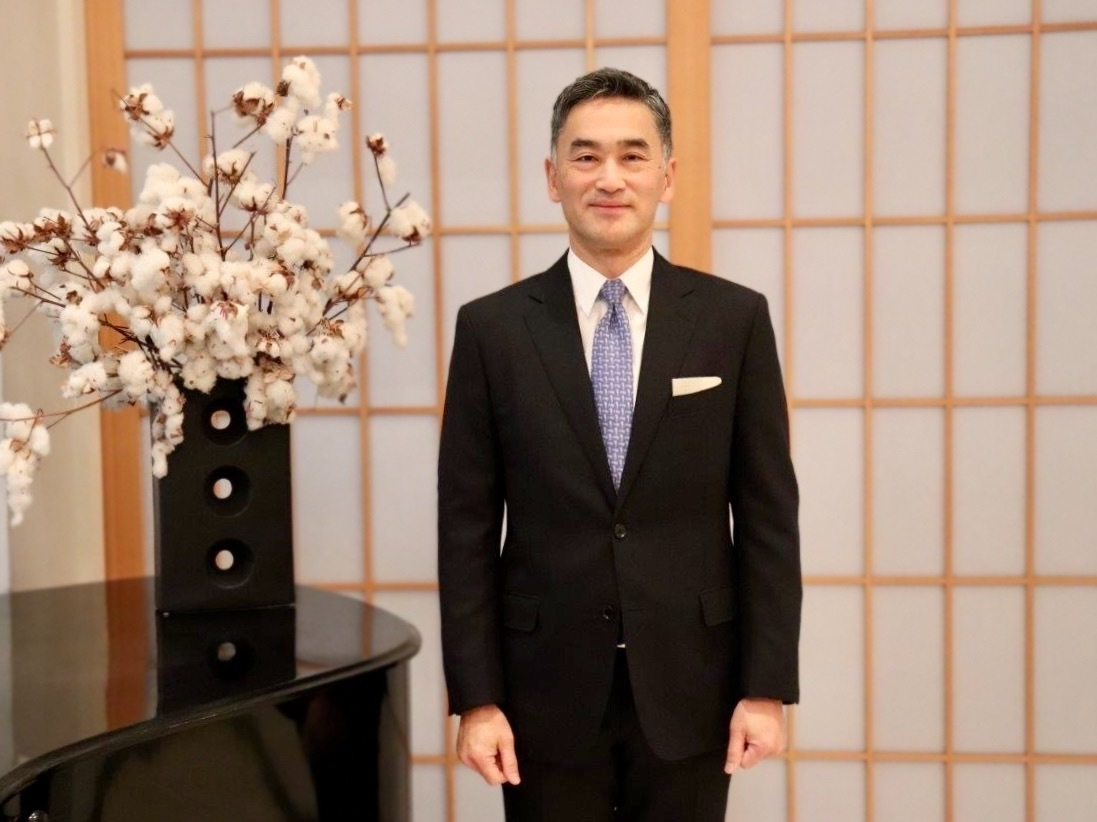
外務省より公表された公式肖像画像

塚田 玉樹（つかだ たまき、1964年〈昭和39年〉11月23日 - ）は、埼玉県出身の日本の外交官。
地球規模課題審議官、在アメリカ合衆国特命全権公使などを経て、2023年10月から駐イラン大使を務める。

## 略歴
- 1987年3月　東京大学法学部第二類卒業
- 1987年4月　外務省入省
- 2001年9月　在ジュネーヴ国際機関日本政府代表部 一等書記官
- 2003年4月　在ジュネーブ国際機関日本政府代表部 一等書記官
- 2004年1月　在ジュネーブ国際機関日本政府代表部 参事官
- 2004年2月　経済協力局政策課 首席事務官
- 2004年4月　経済協力局政策課企画官
- 2004年5月　宮内庁御用掛（2011年8月まで）
- 2006年8月　国際協力局政策課企画官 兼 内閣府大臣官房野口英世アフリカ賞準備室長（2007年7月まで）
- 2006年10月　国際協力局政策課評価室長
- 2007年7月　兼 内閣府大臣官房野口英世アフリカ賞担当室長
- 2008年7月　兼 大臣官房国際課野口英世アフリカ賞担当室長
- 2008年8月　経済局経済安全保障課長
- 2009年7月　経済局経済連携課長
- 2011年8月　在インド日本国大使館 参事官
- 2011年10月　在インド日本国大使館 公使
- 2014年8月　在アメリカ合衆国日本国大使館 公使
- 2017年7月　大臣官房参事官兼国際協力局（地球規模課題担当）
- 2018年7月　大臣官房参事官
- 2018年8月　大臣官房審議官
- 2019年1月　大臣官房審議官兼中南米局、経済局
- 2019年9月　大臣官房地球規模課題審議官（大使）
- 2020年7月　在アメリカ合衆国日本国大使館 特命全権公使
- 2023年10月　イラン国駐箚 特命全権大使

## 同期
- 阿部康次（22年：駐マダガスカル大使（コモロ兼轄）、19年：フランス公使）
- 飯島俊郎（19年：宮内庁式部副長、18年：経済局審議官、16年：総合外交政策局参事官）
- 石塚英樹（23年：ジョージア大使）
- 伊澤修（25年:北大西洋条約機構（NATO）日本政府代表部大使 22年：セネガル大使）
- 植野篤志（22年：カンボジア大使、20年：国際協力局長）
- 岡野正敬（25年:国家安全保障局長 23年：外務事務次官、22年：内閣官房副長官補、21年：総合外交政策局長、19年：国際法局長）
- 小和田雅子（皇后雅子）（19年：立后、93年：皇太子妃冊立）
- 紀谷昌彦（22年：ASEAN大使、19年：シドニー総領事、17年：政策立案参事官、15年：南スーダン大使）
- 志野光子（24年：ドイツ大使、22年：国際連合日本政府代表部特命全権大使、21年：儀典長）
- 柴田裕憲（23年：エチオピア大使、20年国際協力機構理事）
- 高橋克彦（24年:政府代表・特命全権大使（国際経済・貿易担当ほか） 21年：マレーシア大使、19年：中東アフリカ局長）
- 津川貴久（23年：農畜産業振興機構理事、20年：ベナン大使）
- 中川弘一（22年：在コルカタ総領事）
- 中川勉（23年：アフリカ連合代表部大使、21年：出入国在留管理庁審議官、18年：デトロイト総領事）
- 中田昌宏（22年：スイス公使）
- 中村和人（24年:キューバ大使 22年：ニカラグア大使）
- 中村耕一郎（24年：エストニア大使、21年：内閣情報調査室内閣衛星情報センター分析部長、18年：ウラジオストク総領事）
- 早川修（24年：ドミニカ共和国大使、22年：立命館アジア太平洋大学教授）
- 樋口義広（19年：マダガスカル大使）
- 松浦博司（24年：ケニア大使、20年：イギリス公使）
- 松田弥生（05年：弁護士）
- 丸山浩平（22年：在バンクーバー総領事、19年在釜山総領事）
- 本清耕造（24年：メキシコ大使、21年：在ジュネーブ国際機関日本政府代表部次席常駐代表、20年：軍縮不拡散・科学部長）
- 山内弘志（22年：アルゼンチン大使、21年：国際情報統括官）